# Spencer Hastings
Spencer Jill Hastings è un personaggio immaginario creato nel 2006 dall'autrice americana Sara Shepard. È un personaggio della collana di libri Giovani, carine e bugiarde e della serie televisiva omonima, ed inizialmente appare come una "ragazza secchiona" e una delle protagoniste delle vicende. Fa parte del gruppo noto come le Liars ed è la migliore amica degli altri quattro membri, anch'esse protagoniste: Aria Montgomery, Emily Fields, Hanna Marin e Alison DiLaurentis. Spencer è nota nella sua città per il suo fascino sofisticato e la sua dedizione agli studi. Fa parte della grande famiglia di Hastings, estremamente ricca e potente. I genitori di Spencer, Veronica e Peter, sono entrambi avvocati nella parte iniziale della storia, e sua sorella Melissa è altrettanto intelligente come Spencer e, ogni volta che può, usa il suo sarcasmo per influenzare psicologicamente Spencer.
Le caratteristiche di Spencer e la sua storia hanno la stessa metodologia sia nei libri che nella televisione. Tuttavia, ci sono alcune differenze percettive tra loro, in quanto la serie televisiva di solito non segue gli script dei libri.
Per il suo ruolo di Spencer, la Bellisario è stata nominata tre volte come Choice Summer TV Star: femminile ai Teen Choice Awards, vincendo una delle tre nomination. È stata anche nominata due volte come Choice TV Actress: Drama, in cui ha vinto una delle due nomination. Nella versione italiana è doppiata da Letizia Scifoni.

## Personaggio sulla carta
Spencer è una delle quattro protagoniste primarie in tutti e sedici i romanzi di Pretty Little Liars, a partire da quello del 2006 Giovani, carine e bugiarde. Descritta come una ragazza competitiva che si sforza per essere perfetta in tutto ciò che fa. Spencer è disposta a fare tutto ciò che serve per vincere, spesso a discapito di se stessa e degli altri. È conosciuta anche, per avere un lato oscuro; Sembra soffrire di black out indotti dalla rabbia, che la portano a domandarsi se ha avuto a che fare con la morte della sua amica Alison, e mostra anche segni di DOC. Spencer soffre anche di dipendenza da droghe, che ha iniziato a prendere così da migliorare i suoi voti alla scuola estiva dell'Università della Pennsylvania. È cugina di Alison e  sorella di CeCe DiLaurentis e di Alex, sua gemella, in quanto suo padre ha avuto una relazione con Jessica DiLaurentis e la sua gemella Mary nello stesso momento in cui è stata concepita Spencer. Ha una rivalità permanente con la sorella maggiore, Melissa, anch'essa competitiva nata. Durante la serie dei libri, le due discutono le implicazioni dei loro successi individuali nelle loro vite, come diventare colei che terrà il discorso di commiato delle loro classi e prendere sempre buoni voti ai loro saggi. Durante la storia le sorelle fanno pace e nei libri successivi condividono un forte legame.

### Relazioni
Spencer è stata legata sentimentalmente ad alcuni dei personaggi dei libri. Lei e Ian Thomas, ex fidanzato di Melissa, si sono baciati ed hanno flirtato più volte nei primi libri. Spencer era anche attratta da un altro ragazzo di Melissa, Wren Kingston. Nel primo libro, aveva una cotta per lui; successivamente i due avevano fatto sesso per la prima volta nel fienile di famiglia. Spencer e il giovane Andrew Campbell hanno avuto una relazione romantica durante tutto il secondo arco dei libri; Tuttavia, i due si lasciano in Twisted. Dopo aver avuto un rapporto con Andrew Capbell, incontra Toby Cavanaugh. All'inizio Spencer lo considera un delinquente ed un pessimo elemento da frequentare, ma poi i due si iniziano a conoscere senza avere il consenso da parte di Jenna (la sorellastra di Toby) e i genitori Hastings. I due si ritrovano poi, più di una volta, a fare l'amore. Ad un certo punto Spencer inizia a provare qualcosa per Caleb Rivers (intorno alla metà della 6 e inizio della 7 stagione), dove subito dopo essersi dichiarati iniziano a fare sesso. Però Spencer ritornerà da Toby perché essendo stato il suo primo amore, sa che non lo potrà mai scordare.
- Ian Thomas: Spencer e Ian si sono baciati prima del primo capitolo della serie, e il loro flirt è stato condannato da Alison, che ha minacciato di esporlo a Melissa, che era l'allora fidanzata di Ian.
- Wren Kingston: Proprio come con Ian, Spencer ha baciato un fidanzato di Melissa. Wren si trasferisce con Melissa nel fienile degli Hastings, e lui e Spencer si connettono poco dopo, culminando nel baciarsi e nel fare sesso - ed essere catturati da Melissa, che termina la sua relazione con Wren e lo prende a calci. Spencer e Wren continuano un appuntamento segreto, ma si lasciano più tardi. Durante l'ultimo libro, Spencer incontra nuovamente Wren dopo mesi e riprendono la loro relazione, con la benedizione di Melissa.
- Zach Pennythistle: Zachary è il figlio del ragazzo di Veronica e Spencer lo bacia anche dopo aver scoperto che è gay. Il padre di Zachary li sorprese a baciarsi e mandò Zach all'accademia militare.
- Colin DeSoto: Si incontrano quando Spencer è in visita a casa di sua nonna nel romanzo di accompagnamento Pretty Little Secrets, e Spencer compete con Melissa per lui. Tuttavia, scoprono che Colin è in realtà un uomo sposato di 33 anni con un bambino, e si uniscono per tornare da lui, aggiungendo il suo bicarbonato di sodio con il Viagra prima di una partita di tennis.
- Chase e Curtis: dopo aver arruolato l'aiuto di un blogger per trovare "A", Spencer incontra Chase e blogger e condividono una reciproca attrazione romantica. Tuttavia, in seguito scopre che il ragazzo che pensava fosse Chase era in realtà suo fratello, Curtis. Incontra il vero Chase alla fine del romanzo; anche se non iniziano una relazione ufficiale, è implicito che rimarranno in contatto. Durante tutto il libro finale, i due si avvicinano durante la loro missione per abbattere "A" e il suo complice.

## Personaggio sullo schermo

### Casting
Troian Bellisario venne scelta per interpretare Spencer Hastings per l'adattamento della serie televisiva Pretty Little Liars nel novembre 2009.

### Carattere
Spencer è una ragazza determinata e intelligente. A differenza dei libri, Spencer è più emotiva e sentimentale e ha un grande affetto per la sua famiglia e i suoi amici, ed è anche nota per essere più divertente della sua controparte del libro. È la più accademicamente dotata delle sue amiche e in corsa per il valedictorian. Spencer fa parte della squadra di hockey su prato del Rosewood Day e gioca a tennis nel country club della sua famiglia. Vive con suo padre, sua madre e la "perfetta" sorella maggiore, Melissa. Era l'unica che teneva testa ad Alison, anche se facevano sempre pace.

### Relazioni
All'inizio Spencer ebbe una breve relazione con Ian Thomas, il fidanzato di sua sorella in quel momento. Ian e Spencer si baciarono e Alison li vide insieme, e in seguito minacciò di dirlo a Melissa. Successivamente viene rivelato che Alison aveva chiesto a Ian di baciare Spencer. All'inizio della serie, la sorella di Spencer, Melissa, usciva con Wren Kingston. Era felice e sicura di sé, ma Spencer e Wren iniziarono a flirtare e frequentarsi segretamente. Tuttavia, Melissa li vide insieme e bandì Wren da casa sua. La loro relazione continuò fino a quando Spencer salutò Wren e gli disse che non poteva più stare con lui. Spencer e Wren si cercano di nuovo nella seconda stagione. Spencer e Alex Santiago si stavano frequentando all'inizio della prima stagione. Alex le confida il segreto di essere stato accettato in una clinica di tennis. Più tardi, si lasciarono quando "A" mandò messaggi falsi ad Alex, facendogli credere che Spencer avesse rivelato il suo segreto.
Spencer e Toby Cavanaugh hanno avuto una relazione amichevole nella seconda metà della prima stagione, che si è sviluppata successivamente quando si sono baciati per la prima volta. La loro relazione rimase stabile, fino a quando "A" minacciò la vita di Toby per Spencer e lei decise di porre fine alla storia. Tornano insieme quando Spencer scopre che stava lavorando per sconfiggere "A" e si riuniscono nella piazza della città. Tuttavia, viene in seguito rivelato che Toby stava effettivamente lavorando con "A", e quindi Spencer lo lascia. Quindi, Spencer inizia a credere che c'erano alcuni motivi per cui Toby si fosse unito all'A-Team, e scopre che è vivo e si è unito al team per proteggerla e fare il doppio gioco. La loro relazione è rimasta calma e continua. Nella stagione 5, Toby diventa un poliziotto, il che rende difficile il suo rapporto con Spencer, dal momento che Spencer vuole che condivida tutte le informazioni che ha la polizia, ma Toby inizia a preferire il suo dovere. La siccità d'amore porta Spencer ad altri uomini: Jonny Raymond e Colin. Spencer e Jonny erano amici mentre Jonny viveva nel rinnovato fienile della famiglia di Spencer. Fu scoperto dalla polizia e, prima di essere arrestato, baciò Spencer. Spencer va a Londra con Melissa e lì incontra Colin. Hanno giorni felici insieme, fino a quando Spencer ha dovuto lasciare Londra e si sono baciati. Quando Spencer tornò a Rosewood, lei e Toby ripresero la loro relazione. Nel finale di metà stagione, Spencer si trasferì a Georgetown per studiare e lei aveva una paura della gravidanza e lei e Toby si resero conto che volevano cose diverse nella loro vita, portando a una rottura.
Dopo il salto di cinque anni della serie nella metà della sesta stagione, Spencer e Caleb Rivers riscoprono i loro sentimenti l'uno per l'altro; fanno l'amore e iniziano a frequentarsi successivamente. In seguito si lasciano a causa dei sentimenti di Caleb per Hanna. Spencer e Toby iniziano a frequentarsi nuovamente nel finale della serie.

### Stagione 1
Spencer Hastings è la "ragazza preppy" (la "brava ragazza") del gruppo che si sforza di essere perfetta, a causa delle grandi aspettative dei suoi genitori. Sua sorella Melissa, appena fidanzata e condiscendente, si trasferisce nel fienile di famiglia che Spencer stava trasformando in un loft per se stessa per diventare il luogo di studio per il successivo anno scolastico. Spencer si ritrova attratta dal fidanzato di sua sorella, Wren, ed "A" la avverte di non baciarlo. Wren bacia Spencer e vengono scoperti da Melissa, che insiste sul fatto che Wren si trasferisca.
Spencer inizia a uscire con un ragazzo di nome Alex che lavora nel suo country club. A sua madre inizialmente non piace, ma in seguito rivela che sapeva che aveva paura del cancro al seno. L'allenatore di hockey su prato di Spencer è l'ex fidanzato di sua sorella, Ian, su cui Ali e Spencer avevano una cotta (piaceva di più ad Ali). Spencer e Ali sono sempre in competizione e lei era l'unica amica di Ali che si opponeva a lei di tanto in tanto.
All'inizio della serie, Spencer era contraria al fatto che Emily uscisse con Toby, ma alla fine è cresciuta con lui e ha trascorso sempre più tempo con lui. Nell'episodio "Apparenze", trascorrono del tempo insieme in una stanza di un motel, poiché i genitori di Spencer hanno difficoltà a capire la connessione di Toby con l'omicidio di Alison. Spencer e Toby giocano a scarabeo, dormono nello stesso letto e infine si baciano verso la fine dell'episodio.
Negli episodi seguenti, sua madre le dice di stare lontana da Toby per il suo bene. Sua sorella Melissa era dal dottore e le viene chiesto tutto sul caso di Spencer. Quindi prende un accordo per vederlo in privato al festival della città, solo per ricevere un falso testo (presumibilmente dalla "A") che le dice di incontrare Toby nella casa del pagliaccio. Quando entra, viene chiusa in un piccolo spazio. Viene trovata da Ian, sua madre e sua sorella.
Quando se ne va, vede Toby e se ne va quasi senza parlargli, ma poi si precipita verso di lui, lo abbraccia e lo bacia di fronte alla sua famiglia scioccata. Dice anonimamente a Ian di incontrarli nel bosco con denaro mentre dicono che conoscono il suo segreto. Tuttavia, Spencer e Melissa si imbattono in un incidente d'auto e Melissa è bloccata in ospedale. Spencer va in chiesa a prendere il telefono di Melissa e Ian è in chiesa ad aspettare. Comincia a correre di sopra e Ian prova ad attaccarla ma appare una figura misteriosa che spinge Ian di lato e muore. Le altre ragazze arrivano dopo essere state nella foresta. Vedono il cadavere e chiamano la polizia.
Quando arriva la polizia il corpo non è lì, lasciando il resto della città a pensare che le ragazze siano bugiarde. Spencer ha una grande battaglia con Alison che termina la loro amicizia dicendo ad Alison "Sei morta per me" la notte in cui è scomparsa. Melissa ora pensa che Spencer le abbia scritto dal cellulare di Ian dopo averlo trovato nella sua borsa, ma è una trappola di "A.".

### Stagione 2
Nella seconda stagione, Spencer e Toby si frequentano. Toby fa qualche lavoro in giardino per gli Hastings e scavando trova un vecchio bastone da hockey su prato di Spencer che diede ad Ali prima di morire. Il padre di Spencer lo vede e prende sospettosamente il bastone, e poi lo brucia. Dopo aver svolto ulteriori indagini, legge i risultati dell'autopsia di Alison e scopre di essere stata colpita alla testa con un oggetto simile a un bastone da hockey su prato. Mentre Spencer e Toby si fanno strada nel camion di Toby, Toby crede di vedere qualcosa nella finestra al piano superiore di Jason DiLaurentis, ma dice a Spencer di ignorarlo. Spencer è stanca, cerca se stessa e individua due figure nella finestra che presumibilmente spiano Toby e lei, Spencer vuole "mostrare queste cagna di cui non ha paura" "protesta Toby pensando che non finirà per andare bene quando Spencer il padre esce di casa. Quando Spencer fa domande, suo padre rifiuta di rispondere. Dopo aver litigato con Spencer e Toby, il padre di Spencer le dice di tornare a casa, Spencer ignora i suoi desideri e sale sul camion di Toby e loro si allontanano, mentre il padre di Spencer le urla di uscire dall'auto.
Quando in seguito Spencer arriva a casa, lei vuole delle risposte e ne ottiene alcune, scoprendo che suo padre ha fatto qualcosa di illegale per il fatto che DiLaurentis ha insinuato che avevano qualcosa sulla famiglia di Spencer, ma che non davano tali informazioni. Spencer in seguito scopre che Wren è tornato a Rosewood per lei. Per tenere lontana Aria da Jason, Spencer informa Ezra di aver trovato le foto della sua ragazza Aria nella baracca di Jason. Quando la bambola Chuckie di Spencer le ordina di "tenere al sicuro Toby", Spencer decide che l'unico modo per tenere al sicuro Toby è lasciarlo. Più tardi, Toby viene visto alla stazione di polizia, professando il suo amore per Spencer, ma lei lo ignora involontariamente. Cerca il perdono di Toby in diverse occasioni, ma sembra ignorarla e lui resta meditabondo.
Nell'episodio "La nuda verità" scopre che Jason è suo fratello. Questa informazione provoca una divisione nella sua famiglia. Nell'episodio successivo Spencer e Wren riaccendono la loro relazione, tuttavia Spencer stava bevendo durante l'evento. È Spencer che continua a scavare nelle informazioni "A", ed è quella che alla fine trova la tana di "A" insieme alla scoperta della sua identità, che si rivela essere Mona. Viene essenzialmente rapita da "A" e durante una rissa spinge accidentalmente "A" da una scogliera, quasi uccidendola. Le altre ragazze arrivano scosse e scoprono la vera identità del loro stalker. All'arrivo della polizia, Spencer torna con Toby, il quale afferma che fingere di non amarla è stata la cosa più difficile che abbia mai fatto.

### Stagione 3
È passata un'estate dall'avvento  di "A" e le ragazze pensano di essere al sicuro, non sanno di aver bisogno l'una dell'altra più che mai. La prima metà della stagione si concentra su Spencer che scopre chi era il cigno nero: sua sorella. Melissa le dice di aver ricevuto il vestito alla sua porta - con un biglietto che la minacciava di indossarlo - e supponeva che fosse Mona. Spencer decide di crederle, ma è ancora un po' sospettosa. Si avvicina a Toby, facendo l'amore con lui per la prima volta nell'episodio "La signora omicidi". Nello stesso episodio, tuttavia, viene rivelato (non alle Liar, ma al pubblico) che Toby è membro del team di A. Hanna trova la chiave della nuova tana di A e la consegna a Spencer. Toby si intrufola in casa sua per recuperarla, senza rendersi conto che Spencer l'aveva messa come trappola per confermare i suoi sospetti. Dopo averlo scoperto lo schiaffeggia, dopo aver visto la sua giacca con su scritto "Giacca di A". Non lo dice ai suoi amici e se lo tiene per sé.
Dà la chiave a un investigatore privato a cui dà una foto di Toby e di lei, prima di strapparla a metà. Gli dice che per trovare dove conduce la chiave, avrebbe dovuto seguirlo. Se ne va e Spencer inizia a strappare in modo inquietante la sua metà dell'immagine. Comincia ad abbandonare i suoi amici e diventa emotivamente instabile. È arrabbiata e inizia a svelare e fare cose che sa che non dovrebbe (attacca Mona fisicamente e dice a Jason che Alison era incinta prima di morire di Darren Wilden, ma non aveva prove fisiche). Nell'episodio "Acqua bollente" racconta alle ragazze la verità su Toby. Sempre nello stesso episodio, intravede la ragazza con il cappotto rosso che è la leader della squadra "A", ma non riesce a raggiungerla. Nell'episodio "Lontano dagli occhi, lontano dal cuore" trova il cadavere di Toby e gli dice "Ti amo". Dopo aver smesso di cercare Mona nel bosco, la mattina seguente viene trovata da un escursionista con piccole ferite al viso e alle braccia e viene ricoverata all'ospedale Radley in uno stato catatonico. All'epoca la sua identità non era conosciuta dai medici e viene semplicemente conosciuta come "Jane Doe". Quando la sua identità viene rivelata allo staff del Radley, Mona la visita. Hanno una lunga discussione e viene rivelato in "Sono il tuo burattino" che Mona la convince in qualche modo a far parte della squadra di A. Spencer diventa così il terzo membro noto.
Nel finale di stagione "Un gioco pericoloso", viene rivelato che Toby è vivo. Lo incontra in una tavola calda e rivela che si è unito alla squadra "A" solo per proteggerla. Tornano insieme e fanno l'amore per la seconda volta in un motel. Spencer organizza una finta festa in un lodge dove le ragazze dovrebbero incontrare "Cappotto rosso", quando una figura sconosciuta appicca un incendio, intrappolando Aria, Hanna, Emily e Mona nella casa in fiamme. Toby guida Spencer nel bosco per vedere chi fosse "Cappotto rosso". Cappotto rosso atterra su un elicottero e Spencer intravede il suo viso e dice "Alison?" . La ragazza con il cappotto rosso trascina tutti fuori di casa e Hanna si sveglia faccia a faccia con Alison. Sebbene 3 delle ragazze (Spencer, Hanna, Mona) affermino di aver visto Ali, non è ancora sicuro al 100% che fosse lei, perché è possibile che avessero potuto avere un'allucinazione a causa degli effetti del fumo. Guidano e vedono la macchina di Wilden scavata dal lago. Loro (inclusa Mona) ricevono un messaggio: Siete mie ora. Baci! -A, che è scritto in carattere rosso. Aprono il bagagliaio, ansimando e inorriditi da ciò che vedono: il cadavere di Wilden.

### Stagione 4
Spencer e le sue amiche continuano a essere tormentate da A. Dopo che Ashley Marin viene sospettata dell'omicidio di Wilden e viene presa in custodia, Spencer sostiene Hanna mentre sua madre difende il caso di Ashley. Supporta anche Toby nel scoprire la verità su sua madre anche se non approva la sua fiducia in A per gli indizi.
Nel finale di metà stagione, Spencer e le sue amiche vanno a Ravenswood dopo aver ricevuto un indizio sconcertante da "A." Lì lei e le sue amiche scoprono che ci sono due cappotti rossi, uno dei quali è CeCe Drake. Spencer insegue l'altro cappotto rosso che la conduce alla Tana di A. Spencer presume che il secondo cappotto rosso sia Alison. Il secondo Cappotto rosso porta Spencer e le altre ragazze in un appartamento, che quando entrano e indagano, si rendono conto che è quello di A e dopo aver trovato un guardaroba con giacche e scarpe maschili capiscono che "A" è maschio, in seguito scopriamo che è l'appartamento di Ezra, che è "A". Nella tana scoprono che A non sta solo seguendo loro, ma anche Alison, e 'A' pensa che Alison quella notte sia ad una festa al cimitero. Le ragazze scoprono cos'è il costume "A" e decidono di andare anche alla festa del cimitero e cercano di trovare Alison prima di "A". Mentre cercano Alison, le ragazze si trovano separate in una vecchia casa, Spencer si imbatte in "A" mentre cerca Hanna e butta via "A", tuttavia mentre cerca di smascherare Ezra, lei stessa viene messa fuori gioco da Ezra. Una volta che le ragazze sono fuori di casa, scoprono che le gomme di Spencer sono state tagliate e poi Ezra esce dal nulla e le riporta a casa. Le ragazze vedono Cappuccio rosso e la seguono nel giardino di Spencer e lei si gira e scopriamo che è Alison e che non è morta.
In seguito, Spencer inizia a fare ancora di più per capire chi è A, al fine di rendere sicuro il ritorno a casa di Alison. Travolta dalle indagini e dall'impegno scolastico, inizia a drogarsi di anfetamine. Viene in seguito rivelato che ne aveva fatto abuso già in precedenza e che ne era stata dipendente dall'estate prima della scomparsa di Ali. Questo la porta a iniziare a mettere in discussione il proprio ruolo nella morte della ragazza nella tomba di Ali quella notte. Alla fine finisce per essere mandata in riabilitazione dai suoi genitori, e quando esce, e incontra Ali a New York, è rassicurata dal fatto che nonostante lei e Alison abbiano combattuto mentre era sotto l'effetto di droghe, alla fine è tornata a dormire.

### Stagione 5
Con il ritorno di Alison, Spencer fa fatica ad abituarsi al suo dominio. Spencer non accetta l'idea che suo padre sia l'assassino di Jessica DiLaurentis. La rivalità di Spencer con sua sorella Melissa si interrompe quando Melissa rivela di essere stata lei a seppellire Bethany Young, al fine di proteggere Spencer. Più tardi, Spencer viene arrestata per l'omicidio di Bethany; tuttavia, viene rilasciata poco dopo quando il dipartimento di polizia si convince che Alison è davvero responsabile. Toby diventa un poliziotto, il che rende difficile il suo rapporto con Spencer, dal momento che Spencer vuole che condivida tutte le informazioni che la polizia possiede, ma Toby inizia a preferire tacere. La siccità d'amore porta Spencer a frequentare altri uomini: Jonny e Colin. La relazione tra Spencer e Melissa diventa nuovamente imbarazzante quando Melissa mente a Spencer. Nel finale di stagione, Spencer e gli altri vengono arrestati come complici dell'omicidio di Mona; tuttavia, sulla strada per la prigione, il loro furgone viene dirottato da "A" e vengono portate nella 'Casa delle bambole' di A.

### Stagione 6
All'indomani del rapimento delle Liar orchestrato da "A", Spencer riprende la sua vecchia dipendenza per alleviare lo stress. Le si ripresenta un disturbo del sonno anche a causa delle torture che ha dovuto affrontare mentre era intrappolata nella casa delle bambole di A, ed essa intensifica fortemente la dipendenza, facendo sì che Spencer chieda aiuto a Dean, al vecchio consigliere, e a Sabrina, la nuova responsabile del Brew chi dà i brownies a Spencer con la marijuana all'interno. Spencer inizia ad indagare su chi ci fosse dietro il Gruppo Carissimi e chi fosse Charles. Nel frattempo, il suo rapporto con Toby resta intoccabile. Nel finale di metà stagione, viene rivelato che CeCe Drake è "A" e finalmente le Liar ottengono la pace.
Successivamente, Spencer si trasferisce a Georgetown per entrare in una futura carriera politica a Washington, e finisce al conseguire una carriera di lobbista. Ritorna a Rosewood cinque anni dopo su richiesta di Alison, e anche per rilasciare Charlotte dall'ospedale psicologico Radley. Viene rivelato che negli ultimi cinque anni lei e Toby si sono lasciati a causa della distanza e dei diversi piani futuri e, in seguito, ha iniziato un flirt con Caleb Rivers. Dovendo rimanere a Rosewood dopo l'assassinio di Charlotte, inizia a lavorare alla campagna elettorale di sua madre per il Senato, mentre la figlia dell'altro candidato è Yvonne Phillips, l'attuale fidanzata di Toby. Spencer scopre che Charlotte è stata uccisa seguendo un copione di un saggio su un omicidio scritto da lei al college, per questo inizia a pensare che la polizia avesse potuto accusarla della morte di Charlotte.
Si afferma un nuovo stalker, chiamatosi "A.D", provocando tensione. Quando viene fuori un documento sulla madre di Yvonne, Caleb se ne prende la colpa, allora Spencer impazzisce e Toby litiga con lui. Spencer, insieme alle altre Liar, Caleb, Mona e Toby, elaborano un piano per sconfiggere "A.D", ma tutto va all'aria quando lo stalker rapisce Hanna.

### Stagione 7
Ne "Il cavaliere più oscuro" Spencer viene colpita da Uber A durante l'attacco di Jenna e Noel. Mentre Jenna si prepara a spararle di nuovo, per vendetta per lei e Charlotte, Mary Drake entra e mette fuori combattimento Jenna. Mary quindi culla il corpo di Spencer e rivela che è davvero la madre di Spencer, facendo di Spencer la sorella biologica di Cece Drake. Nella seconda parte della stagione, Spencer e le altre ragazze ricevono un grande gioco da tavolo chiamato "Liar's Lament" e nell'episodio "Questi stivali sono fatti per lo stalking", viene rivelato che Spencer è la seconda figlia di Mary Drake. Nell'ultima metà dell'ultimo episodio, Spencer viene rinchiusa in una "cella". Mentre la "Spencer", che aveva baciato e fatto l'amore con Toby, era in realtà Alex Drake, sua sorella gemella, conosciuta anche come A.D. Alex, gelosa di Spencer, voleva avere tutto ciò che non aveva mai avuto, una famiglia, amici e persino Toby, di cui si era "innamorata", quindi rapisce la vera Spencer, fingendo di essere sempre lei. E attraverso i flashback, ci viene mostrato quando Alex Drake impersona sua sorella. Era Alex, non Spencer, che era con Hanna quando Hanna è stata rapita. Nei flashback, ci vengono mostrati alcuni esempi di quando Alex ha "interpretato" Spencer. Alex è stata colui che ha chiesto a Toby "un ultimo bacio, solo per dire addio" ne "Il cavaliere più oscuro". Spencer ed Ezra, anch'essi rapiti, scappano dalla cella, ma presto vengono intrappolati da Alex. Spencer e Alex hanno combattuto fino a quando le liars più Toby e Caleb le hanno trovate. Entrambe affermano di essere la "verA" Spencer, Toby scopre chi è la vera Spencer chiedendole quale fosse la sua poesia preferita nel libro che gli aveva dato precedentemente. La vera Spencer risponde correttamente e Alex viene arrestata insieme a Mary Drake. Spencer e Toby riprendono la loro relazione e ricominciano a frequentarsi alla fine della serie.

### Pretty Little Liars: The Perfectionists
Viene rivelato in Pretty Little Liars: The Perfectionists che Spencer e Toby si sono sposati e hanno fatto una "fuitina".

### Pretty Little Liars: Original Sin
Nel quinto episodio della seconda stagione, Tabby e Imogen irrompono nell'ufficio della dottoressa Sullivan e rovistano nei fascicoli della clinica privata, trovandone alcuni su Spencer, Aria Montgomery, Hanna Marin ed Emily Fields.